# Совхозный (муниципальное образование город Екатеринбург)
Совхо́зный — посёлок в составе муниципального образования «город Екатеринбург» в Свердловской области, подчинён Ленинскому району Екатеринбурга и полностью интегрирован в его территорию, инфраструктуру и городское хозяйство, фактически являясь одним из жилых районов города. Площадь посёлка составляет 2,833 км².

## География
Посёлок Совхозный расположен на открытой равнинной местности, в юго-западной части города Екатеринбурга, через территорию посёлка течёт река Патрушиха. Посёлок полностью интегрирован в городскую среду и инфраструктуру города и фактически является его частью. Расстояние до ближайшей железнодорожной станции Уктус — 6 километров. Ближайшие населённые пункты: посёлки Широкая Речка, Зелёный Бор.

## История
Посёлок сформировался вокруг совхоза «Гореловский» (образован в 1919 году, позднее совхоз «Свердловский»).
27 августа 1940 года передан из состава Арамильского района в административно-хозяйственное подчинение Свердловского горсовета с образованием Совхозного сельсовета.
Решением облисполкома № 238-б от 1 апреля 1977 года были объединены фактически слившиеся населённые пункты посёлок Совхозный, посёлок Гореловский и посёлок Парковый — в посёлок Совхозный Совхозного сельсовета (Чкаловского района).
В 2003 году решением Екатеринбургской городской думы переподчинён Ленинскому району. Тем не менее, в последнем реестре административно-территориального устройства, действовавшем до 1 октября 2017 года, и до 2020 года в ОКАТО посёлок числился в составе Совхозного сельсовета Чкаловского района. Законом Свердловской области от 13 апреля 2017 года с 1 октября 2017 года Совхозный был передан в подчинение Ленинского района.

## Население
| 2002 | 2009  | 2010  | 2021  |
| ---- | ----- | ----- | ----- |
| 3605 | ↗3839 | ↗3939 | ↗7101 |

Преобладающая национальность (на 2002 год) — русские (87 %).

## Инфраструктура
В Совхозном работают средняя школа, детский сад, опорный пункт полиции, отделения «Почты России» и Сбербанка, а также несколько магазинов, парикмахерские, аптека и другие учреждения быта горожан. Также в посёлке есть местный клуб и парк культуры и отдыха — основное место досуга жителей района.
Интересный факт: в посёлке есть Цыганская улица, примечательная тем, что она прерывается в двух местах, составляя три разделённых между собой отрезка, каждый из которых имеет излучины, что доставляет неудобства таксистам. На старых картах улица называлась иначе — Нарвская.

### Религия
В посёлке действует православный храмовый комплекс, состоящий из трёх бревенчатых церквей и нескольких хозяйственных построек: главный семиглавый бревенчатый храм храм Святых Симеона и Косьмы Верхотурских, малая бревенчатая одноглавая церковь Косьмы Верхотурского и большая деревянная одноглавая часовня Симеона Верхотурского на территории. Храмовый комплекс относится к МП, РПЦ, к Екатеринбургскому благочинию Екатеринбургской и Верхотурской епархии), находится на улице Цыганской, на берегу реки Патрушиха.

## Транспорт
До посёлка можно доехать на нескольких городских и проходящих пригородных автобусных маршрутах, а также на городском троллейбусе, городских маршрутных такси.